# Andrea Belotti
Andrea Belotti (født d. 20. december 1993) er en italiensk professionel fodboldspiller, som spiller for Serie A-klubben AS Roma og Italiens landshold.

## Klubkarriere

### AlbinoLeffe
Belotti begyndte sin karriere hos AlbinoLeffe, hvor han gjorde sin professionelle debut i 2011-12 sæsonen.

### Palermo
Belotti skiftede i september 2013 til Palermo. Han spillede en vigtig rolle i at Palermo rykkede op i Serie A i hans debutsæson.

### Torino
Belotti skiftede i august 2015 til Torino. Den 28. august 2016 i en kamp imod Bologna scorede han sit første karriere hattrick. Han scorede igen et hattrick den 5. marts 2017 da han scorede 3 mål på bare 8 minutter. Han sluttede 2016-17 sæsonen med 26 mål, som var godt nok for trejdepladsen for topscorerlisten i ligaen.
Belotti blev ved 2017-18 sæsonen gjort til holdets nye anfører. Sæsonen var dog skuffende for Belotti, da han scorede kun 10 mål.
Han blev i 2018-19 sæsonen kåret til årets spiller i klubben efter han spillede en central rolle i at klubben kvalificerede sig til Europa League.
Den 12. december 2020 scorede han sit mål nummer 100 for klubben.

### AS Roma
Belotti skiftede i august 2022 til AS Roma efter han kontrakt hos Torino havde udløbet.

## Landsholdskarriere

### Ungdomslandshold
Belotti har repræsenteret Italien på flere ungdomsniveauer.

### Seniorlandshold
Belotti debuterede for Italiens landshold den 1. september 2016. Han var del af Italiens trup som vandt europamesterskabet i 2020.

## Titler
Palermo
- Serie B: 1 (2013–14)

Italien
- Europamesterskabet: 1 (2020)